# Michał Stawowski
Michał Stawowski (Bydgoszcz, 11 de enero de 1983) es un deportista polaco que compitió en remo.
Ganó dos medallas en el Campeonato Europeo de Remo, en los años 2007 y 2008. Participó en dos Juegos Olímpicos de Verano, ocupando el octavo lugar en Atenas 2004 y el quinto en Pekín 2008, en la prueba de ocho con timonel.

## Palmarés internacional
| Campeonato Europeo | Campeonato Europeo | Campeonato Europeo | Campeonato Europeo |
| Año                | Lugar              | Medalla            | Prueba             |
| ------------------ | ------------------ | ------------------ | ------------------ |
| 2007               | Poznań (Polonia)   | Medalla de plata   | Ocho con timonel   |
| 2008               | Maratón (Grecia)   | Medalla de bronce  | Ocho con timonel   |